# Самарська сільська рада (Хайбуллінський район)
Сама́рська сільська рада (рос. Самарский сельский совет) — муніципальне утворення у складі Хайбуллінського району Башкортостану, Росія. Адміністративний центр — село Самарське.

## Населення
Населення — 1496 осіб (2019, 1785 в 2010, 1935 в 2002).

## Склад
До складу поселення входять такі населені пункти:
| Населений пункт         | Населення, осіб (2002) | Населення, осіб (2010) |
| ----------------------- | ---------------------- | ---------------------- |
| Бузавлик, присілок      | 405                    | 352                    |
| Самарське, село         | 906                    | 877                    |
| Хворостянське, присілок | 263                    | 230                    |
| Юлбарсово, присілок     | 361                    | 326                    |